# Императрица Пань
Императрица Пань (кит. трад. 潘皇后, пиньинь Pan Huanghou; ？ — 252) — императрица китайского царства У в эпоху Троецарствия при правителе Сунь Цюане. Настоящее имя её было Пань Шу.
Императрица Пань родилась рабыней. Ее отец, имя которого неизвестно, изначально был чиновником низшего ранга в царстве У и позднее был казнен за свои преступления, а она попала в рабство, поступив в императорский дворец, чтобы работать на текстильной фабрике. Позже с ней познакомился Сунь Цюань, который нашел ее внешность выдающейся, поэтому взял ее в наложницы и с тех пор оказывал ей благосклонность.
В 243 году нашей эры она родила Сунь Лян. Как сына любимой наложницы и младшего сына, рожденного им в 60 лет, отец очень любил Сунь Ляна. У Сунь Цюаня уже был наследный принц Сунь Хэ. Однако Сунь Хэ потерял расположение отца из-за конфликта с другим сыном Сунь Цюаня, Сунь Ба, по вопросу о кронпринце. Поэтому Сунь Цюань решил сделать наследным принцем Сунь Ляна. В 251 году нашей эры Пань снова получила должность императрицы. Сунь Цюань уже рассматривал возможность сделать императрицами нескольких наложниц, но ни одна из них не была так решительна, как эта. В результате Пань Шу стала первой императрицей Сунь Цюаня.
Пань Шу была противоречивой фигурой. Люди хвалили ее за ум и талант, ставя в один ряд с другой наложницей Сунь Цюаня, леди Чжао, которую считали похожей на Луо Шэнь и Яо Цзи (двух известных древнекитайских богинь). С другой стороны, она отличалась ревнивым характером и подвергалась критике за преследование дочери Юань Шу, Госпожа Юань. В 252 году на нее было совершено покушение, когда она ухаживала за больным Сунь Цюанем, и после смерти она была похоронена вместе с ним.